# Elettrodo a calomelano
L'elettrodo a calomelano è un elettrodo di riferimento schematizzato nel correlato modo:
{\displaystyle Hg|Hg_{2}Cl_{2},KCl||}
La semireazione redox che sta alla base di questo elettrodo è:
Hg2Cl2(sat) + 2 e- → 2 Hg(s) + 2 Cl-(aq)
il cui potenziale standard di riduzione è:
E0 = 0,2680 V
L'elettrodo è costruito depositando una pasta formata da mercurio e calomelano su un filo di platino. Tutto il sistema è in contatto con una soluzione contenente cloruro di potassio in quantità nota.
Attraverso l'equazione di Nernst possiamo misurare il potenziale corrispondente a tale semicella:
{\displaystyle E=E_{Hg_{2}Cl_{2}/Hg}^{0}-{\frac {RT}{2F}}\ln {[Cl^{-}]^{2}}}
Il potenziale dell'elettrodo a calomelano dipende solo dall'attività dello ione cloruro e dalla temperatura; se la temperatura è costante e l'attività dello ione cloruro nella soluzione interna all'elettrodo non varia, il potenziale rimane costante.
Esistono in commercio tre tipi di elettrodo a calomelano:
- elettrodo a calomelano saturo (SCE), contenente una soluzione satura di KCl; potenziale di riduzione a 25 °C (rispetto all'HSE) E = 0,2444 V
- elettrodo a calomelano normale, contenente una soluzione 1 N di KCl; potenziale di riduzione a 25 °C (rispetto all'HSE) E = 0,2680 V
- elettrodo a calomelano N/10, contenente una soluzione 0,1 N di KCl; potenziale di riduzione a 25 °C (rispetto all'HSE) E = 0,3356 V.